# Flux culturels mondiaux
Les flux culturels mondiaux sont les flux de personnes, d'artefacts et d'idées à travers les frontières nationales en raison de la mondialisation,. Les flux culturels mondiaux peuvent être observés dans cinq « paysages » ou dimensions interdépendantes, qui distinguent les disjonctions fondamentales entre l'économie, la culture et la politique dans l'économie culturelle mondiale.

## Description
Les cinq dimensions du flux culturel mondial comprennent,:296 :
- Paysages ethniques (ethnoscapes) — flux de personnes, migrations humaines ;
- Paysages technologiques (technoscapes) — flux et configurations de la technologie ;
- Paysages financiers (financescapes) — flux d'argent et des réseaux commerciaux mondiaux ;
- Paysages médiatiques (mediascapes) — flux des réseaux d' industries culturelles ;
- Paysages idéologiques (ideoscapes) — flux des idées, des images et de leurs liens.

Ces dimensions restructurent « les moyens par lesquels les individus établissent des identités personnelles et collectives,,. » En anglais, le suffixe commun -scape désigne ces termes comme étant « des constructions de perspective infléchies… par la situation historique, linguistique et politique de différents types d'acteurs : les États-nations, les multinationales, les communautés diasporiques, ainsi que les groupements et mouvements infranationaux (qu'ils soient religieux, politiques ou économiques), » ainsi que « des groupes intimes en face à face, tels que des villages, des quartiers et des familles:296. »
Ces cinq dimensions ont été introduites par l'anthropologue et théoricien de la mondialisation Arjun Appadurai dans son essai Disjuncture and Difference in the Global Cultural Economy (d) (1990),. Car les échanges culturels et les transactions ont généralement été limités dans le passé en raison d'obstacles géographiques et économiques, les cinq dimensions d'Appadurai permettent aux transactions culturelles de se produire.

## Flux culturels mondiaux
Le concept de flux culturels mondiaux a été introduit par l'anthropologue Arjun Appadurai dans son essai Disjuncture and Difference in the Global Cultural Economy (d) (1990), dans lequel il soutient que les gens devraient reconsidérer les oppositions binaires qui ont été imposées par le colonialisme, telles que celles de « mondial » vs. « local », sud vs. nord, et métropolitain vs. non-métropolitain. Il propose plutôt que des « flux » ou des « paysages » se déplacent à travers le monde, transportant des capitaux, des images, des personnes, des informations, des technologies et des idées. Au fur et à mesure que ces flux ce déplacent à travers les frontières nationales, ils forment différentes combinaisons et interdépendances, mutent et divisent les idées culturelles en « nation » et « État ».
Appadurai déclare en outre que, bien que des disjonctions aient toujours existé entre les flux de personnes, de machines, d'argent, d'idées et d'images, le monde est à un carrefour où cela se produit dans une plus large mesure; il souligne ainsi l'importance d'étudier ces différents paysages. Ces disjonctions contribuent également à l'idée centrale de déterritorialisation qu'Appadurai décrit comme la principale force affectant la mondialisation dans le sens où des personnes de différents pays et milieux socio-économiques se mélangent; à savoir, les classes inférieures de certains pays s'intégrant dans des sociétés plus riches via la main-d'œuvre. Par la suite, ces personnes reproduisent leur culture ethnique, mais dans un contexte déterritorialisé.
Appadurai affirme que les flux mondiaux se produisent dans et à travers les disjonctions croissantes entre ces paysages. Les Jeux Olympiques, par exemple, organisent des paysages financiers (des acteurs commerciaux régionaux, nationaux et internationaux viennent investir dans la ville hôte) et des paysages médiatiques (les cérémonies d'ouverture et de clôture mettent en valeur les cultures nationales), ainsi que des paysages idéologiques (images de la ville hôte et de son pays, de leur histoire et de leurs coutumes circulent dans le monde entier pour attirer les touristes) et des paysages ethniques (migrations de réseaux d'entreprises et de lieux qui sont retirés de certaines parties de la ville pour faire place aux sites olympiques). Les paysages financiers peuvent se disjoindre des paysages ethniques, car les réseaux de mouvements sociaux mondiaux protestent souvent contre les violations des droits de l'homme qui ont lieu pendant les Jeux; en conséquence, les paysages idéologiques se heurtent alors aux paysages ethniques, car le marketing territorial est perturbé par les manifestations et la presse négative qui en résulte.

## Cinq paysages

### Paysage ethnique
Le paysage ethnique fait référence aux migrations humaines, le flux de personnes au travers des frontières. Cela inclut les migrants, les réfugiés, les exilés et les touristes, entre autres individus et groupes en mouvement, qui semblent tous affecter la politique des nations et entre les nations à un degré considérable:297,.
Les paysages ethniques permettent à chacun reconnaître que leurs notions d'espace, de lieu et de communauté sont devenues beaucoup plus complexes — en effet, une « communauté unique » peut maintenant être dispersée à travers le monde:297,. Appadurai affirme que cela ne veut pas dire qu'il n'y a pas de communautés et de réseaux relativement stables de parenté, d'amitié, de travail et de loisirs, ainsi que de naissance, de résidence et d'autres formes d'affiliation. Au contraire, cela met en évidence que la forme de ces stabilités est déformée par le mouvement humain, car de plus en plus de personnes sont confrontées à la réalité de devoir se déplacer ou aux désirs de vouloir se déplacer:297.
Le tourisme, en particulier, permet généralement aux habitants des pays développés d'entrer en contact avec des habitants de pays en développement.

### Paysage technologique
Le paysage technologique est le flux de technologies (mécaniques et informationnelles) et la capacité de déplacer ces technologies à grande vitesse:97. Le flux de technologies augmente d'autant plus que le rythme de l'innovation technologique s'accélère. Par conséquent, l'introduction de nouvelles technologies (ex. : Internet) accroît les interactions et les échanges culturels. Par exemple, les smartphones sont déplacés au travers des frontières et affectent radicalement la vie quotidienne des individus tout au long de la chaîne de fabrication.

### Paysage financier
Le paysage financier fait référence au flux d'argent et aux réseaux commerciaux mondiaux à travers les frontières,. Appadurai indique que lorsque l'on considère le cadre du paysage financier, il faut considérer comment le capital mondial se déplace, aujourd'hui, de manière de plus en plus fluide et non-isomorphe, contribuant ainsi à une imprévisibilité globale à l'ensemble des cinq aspects des flux culturels mondiaux. La fluidité du capital a été expliquée plus en détail par des sociologues tels qu'Anthony Giddens, qui, dans sa conférence BBC Reith de 1999 sur la mondialisation, affirme que l'avènement de lamonnaie électronique a rendu le transfert de capitaux et de financements dans le monde de plus en plus facile. Ce processus pose un changement de paradigme majeur. Giddens suggère que cette facilité a le potentiel de déstabiliser ce qui serait considéré auparavant comme des économies stables.
Aujourd'hui, le rythme de transfert d'agent à l'échelle mondiale n'a fait que s'accélérer, avec des transactions faites dans divers grands centres financiers internationaux (ex. : NYSE) qui ont des effets presque immédiats sur les économies du monde entier.

### Paysage médiatique
Le paysage médiatique fait référence à la portée des médias électroniques et imprimés dans les flux culturels mondiaux; il renvoie à la fois à la répartition des capacités de production et de diffusion de l'information (journaux, magazines, télévision, films, etc.), ainsi qu'aux « imaginaires créées par ces médias. De tels paysages médiatiques fournissent de vastes gisements d'images, de récits et de paysages ethniques aux spectateurs, mélangeant le « monde des marchandises » et le « monde de l'information et de la politique. » En particulier, la publicité peut avoir un impact direct sur le paysage (sous forme d'affiches et de panneaux publicitaires) et aussi influencer subtilement, par des techniques persuasives et une présence de plus en plus omniprésente, la façon dont les gens perçoivent la réalité.
Le terme paysages médiatiques est antérieur à l'utilisation qu'en fait Appadurai ; il est d'abord utilisé dans le commerce par la société américaine Mediascape Corporation[réf. souhaitée], créée en 1992, dans le but de fournir des médias interactifs via Internet et le web. La société est le propriétaire américain de la marque fédérale pour l'utilisation de cette marque en relation avec des produits multimédias dans le commerce.
Le terme paysage médiatique peut aussi décrire la culture visuelle. Par exemple, « le paysage médiatique américain devient de plus en plus partisan » ou simplement pour désigner « ce qui se passe » comme dans « une enquête rapide sur le paysage médiatique britannique montre à quel point Channel 4 s'est égarée ». Il est également utilisé comme terme générique pour décrire un artefact multimédia numérique où des éléments médiatique numérique sont associés à des régions de l'espace et peuvent ensuite être déclenchés par l'endroit où la personne éprouve le média. Ainsi, dans un paysage médiatique, une personne peut se déplacer dans cet espace et, ce faisant, elle entendra des sons, stockés numériquement, associés à différents endroits de cette zone[réf. nécessaire].

### Paysage idéologique
Le paysage idéologique est le flux des idées et des idéologies, qui est composé de concepts, de termes et d'images. Ce mouvement des idées peut avoir lieu à petite échelle, comme un individu partageant ses opinions personnelles sur Twitter, ou il peut avoir lieu à un niveau plus large et plus systématique (comme avec les missionnaires). Le paysage idéologique est souvent politique et a généralement à voir avec les idéologies des États ainsi que les contre-idéologies de mouvements explicitement orientés vers la capture du pouvoir de l'État (ou une partie de celui-ci). Les paysages idéologiques peuvent donc consister en des idées telles que « la liberté, le bien-être, les droits, la souveraineté, le mandat représentatif et la démocratie. »